# Urechidae
Urechidae é uma família de vermes da subclasse Echiura. O único gênero da família é Urechis, que possui quatro espécies.

## Espécies
O Registro Mundial de Espécies Marinhas inclui estas espécies neste gênero:
- Urechis caupo Fisher e MacGinitie, 1928
- Urechis chilensis (M. Müller, 1852)
- Urechis novaezealandiae (Dendy, 1898)
- Urechis unicinctus (Drasche, 1880)